# Abd ál-Azíz Hátem
Abd ál-Azíz Hátem (1990. október 28. –) szudáni származású katari labdarúgó. Az Al-Arabi és a katari válogatott középpályása. A 2019-es Ázsia-kupán az aranyérmes csapat tagja.

## Pályafutása

### Klubcsapatokban
2007–2015 között az Al-Arabi, 2015–2019 között az El-Garáfa labdarúgója volt. 2019 óta az Al-Rajjan csapatában játszik.

### A válogatottban
2009 óta 122 alkalommal szerepelt a katari válogatottban és 12 gólt szerzett.